# Fernand Feyaerts
Fernand Feyaerts (1880–1927) var en belgisk svømmer og vandpolospiller som deltog i OL 1900 i Paris og 1908 i London.
Feyaerts deltog ved OL 1908 i vandpolo for det belgiske hold fra Bruxelles Svømme- og Vandpoloklub. De vandt først over førsteholdet fra Pupilles de Neptune de Lille med 2-0, og derpå besejrede de Libellule de Paris i semifinalen med 5-1. I finalen blev det til nederlag på 2-7 til det britiske hold fra Osborne Swimming Club i Manchester, og dermed blev det til en andenplads til belgierne. Feyaerts var desuden meldt til i tre svømmediscipliner, men kom ikke til start.
Ved legene i 1908 i London var han igen med på det belgiske vandpolohold. Østrig og Ungarn, som var tilmeldt, stillede ikke op, men alligevel spillede belgierne først en indledende kamp mod Holland, som de vandt 8-1, og en semifinale mod Sverige, som de vandt 8-4. I finalen mødte de Storbritannien, som spillede sin eneste kamp i turneringen og vandt 9-2. Dermed blev det igen til en andenplads til belgierne. Igen var Feyaerts tilmeldt en række svømmediscipliner, men stillede kun op i 100 m fri. Her blev han i det indledende heat ikke blandt de to, der gik videre.
Feyaerts var belgisk mester i 100 m fri i 1903, 1904 og 1905 samt i rygcrawl i 1906.